# I Will Be
I Will Be è un brano inciso dalla cantante canadese Avril Lavigne (autrice dello stesso insieme a Dr. Luke e Max Martin) e pubblicato come singolo promozionale nel 2007 all'interno dell'edizione limitata del suo album The Best Damn Thing.
Il brano è stato successivamente registrato e pubblicato come singolo della cantante britannica Leona Lewis il 6 gennaio 2009 come terzo estratto dal suo primo album in studio Spirit.

## Tracce
1. I Will Be – 4:00 (Avril Lavigne, Max Martin, Lukasz Gottwald)

## Versione di Leone Lewis
Il brano I Will Be è stato registrato e pubblicato come singolo della cantante britannica Leona Lewis il 6 gennaio 2009 come terzo estratto dal primo album in studio Spirit.

### Video musicale
Il videoclip è stato filmato il 18 dicembre 2008 a New York ed è stato diretto da Melina Matsoukas, regista anche della versione internazionale del video di Bleeding Love. Chace Crawford (attore della serie televisiva Gossip Girl) compare nel video, pronunciando anche alcune battute. Nella storia del video, i personaggi interpretati da Leona Lewis e Chace Crawford sono due amanti che hanno rubato una grossa somma di denaro e per tale ragione sono ricercati dalle autorità. Per permettere al suo compagno di fuggire, la Lewis si consegna spontaneamente alla polizia facendosi arrestare. L'attore che interpreta l'ufficiale della NYPD è Cedric Darius.

### Classifiche
| Classifica (2007-2009)     | Posizione massima |
| -------------------------- | ----------------- |
| Canada                     | 83                |
| Regno Unito                | 160               |
| Stati Uniti                | 66                |
| Stati Uniti (adult top 40) | 23                |
| Stati Uniti (pop 100)      | 24                |